# NVRAM
NVRAM (Abk. für englisch Non-Volatile Random-Access Memory) ist in der Elektronik ein nichtflüchtiger Datenspeicher, der auf RAM basiert und dessen Dateninhalt ohne externe Energieversorgung erhalten bleibt.
Herkömmliche RAM wie dynamisches RAM (DRAM) oder statisches RAM (SRAM) verlieren bei Verlust der externen Energieversorgung den Dateninhalt.

## Arten

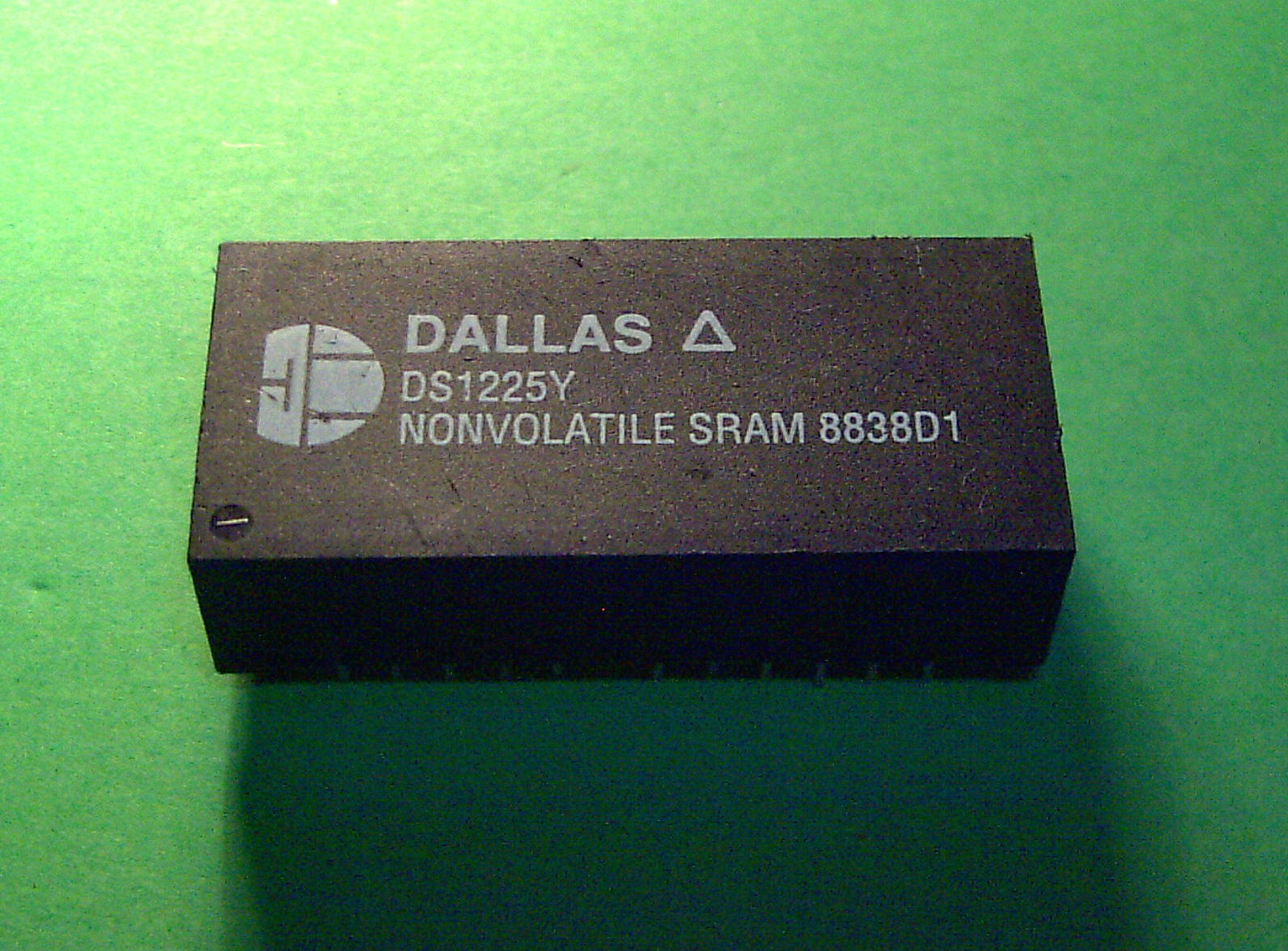
SRAM-basierendes NVRAM-Modul mit eingebauter Lithiumbatterie

Eine verbreitete Methode, ein NVRAM zu bilden, besteht in der Kombination eines herkömmlichen flüchtigen RAM-Speichers mit einem Energiespeicher in Form einer Batterie, eines Akkumulators oder eines Doppelschicht-Kondensators mit besonders hoher elektrischer Kapazität. Der Energiespeicher, auch als Pufferbatterie bezeichnet, stellt über einen bestimmten Zeitraum Energie für den Datenerhalt des RAM-Speichers zur Verfügung. Typischerweise werden dabei als Speicher SRAM-Zellen eingesetzt. Im Gegensatz zu DRAM-Speichern, die eine kontinuierliche Auffrischung (engl. refresh) der Speicherzellen benötigen, brauchen SRAM sehr wenig Leistung zur Datenerhaltung.
CMOS-SRAM-Bausteine haben im statischen – das heißt im nichtaktiven – Zustand, in dem der Speicherinhalt gehalten wird, einen nur sehr geringen Strombedarf im Bereich einiger weniger Nanoampere, der von Lithiumbatterien geliefert werden kann. Lithiumbatterien haben nur eine geringe Selbstentladung und können über Zeiträume von über 10 Jahren den Datenerhalt gewährleisten. Bei kompakten Bauformen kann die Batterie und der SRAM-Speicher in einem Chipgehäuse als ein NVRAM-Bauelement zusammengefasst werden.
Außer der Kombination von Pufferbatterien mit herkömmlichen SRAM-Speichern existieren NVRAM-Techniken, die auf verschiedenen physikalischen Effekten wie der Ferroelektrizität basieren. Dabei wird der Speicherinhalt in Speicherzellen geschrieben, die ihren bistabilen Zustand auch ohne Energieversorgung halten können. Beispiele dieser Klasse von NVRAMs sind:
- Ferroelectric Random Access Memory (FeRAM)
- Magnetoresistive Random Access Memory (MRAM)
- Phase-change Random Access Memory (PCRAM)
- Nanotube-based Random Access Memory (NRAM)

Bei den meisten dieser neuen Ansätze wird versucht, ähnlich wie bei DRAM-Zellen die Information in der Ladung in einem kleinen Kondensator zu speichern. Des Weiteren wird auch mit speziellen Halbleitermaterialien wie Siliciumcarbid (SiC) versucht, bistabile NVRAM-Zellen zu realisieren (dies ist noch im Forschungsstadium), die bei Raumtemperatur den Speicherinhalt über eine Million Jahre lange garantieren sollen.
Als nichtflüchtige Speicher gibt es außer NVRAMs auch elektrisch einmal oder mehrmals programmierbare EEPROMs, Flash-Speicher oder EPROMs.
NVRAMs grenzen sich durch folgende funktionale Unterschiede ab:
- NVRAM kann ohne vorangehendes Löschen beschrieben werden.
- Bei NVRAM ist das Schreiben eines neuen Wertes gleich schnell wie der Lesevorgang. Es müssen keine Programmiersequenzen und zusätzliche Wartezyklen beim Beschreiben eingehalten werden.
- Die Anzahl der Schreibeoperationen ist nicht begrenzt und NVRAMs sind von der Speicherstruktur her normalerweise unsegmentiert organisiert.

## Anwendungen
Anwendungen von NVRAM liegen überall dort, wo kleinere, variable Datenmengen wie Konfigurationsdaten, beginnend von einigen 10 Byte bis zu einigen wenigen Mebibyte, längere Zeit ohne externe Energieversorgung gespeichert werden sollen. Eine typische Anwendung stellt das bei Personal Computern als CMOS-RAM bezeichnete NVRAM dar. In diesem NV-SRAM werden die BIOS-Parameter und Hardwarekonfigurationen eines PC-Systems gespeichert.